# Герб гмины Бельск
Герб гмины Бельск (пол. Herb gminy Bielsk) — официальный символ гмины Бельск, расположенной в Мазовецком воеводстве Польши.

## Описание
Официальное описание герба гмины Бельск:

Гербом гмины Бельск является глава св. Иоанна Крестителя на блюде на красном фоне.
Оригинальный текст (пол.)Herbem Gminy Bielsk jest głowa Św. Jana Chrzciciela na misie na czerwonym tle.— Gmina Bielsk.
Глава Иоанна Крестителя на гербе гмины является символом главного культового сооружения Бельска — неоготического костёла св. Иоанна Крестителя, построенного в 1908—1912 годах по проекту архитектора Юзефа Дзеконьского.